# Guillaume Dustan
Guillaume Dustan, vlastním jménem William Baranès, (29. listopadu 1965 – 3. října 2005) byl francouzský spisovatel.

## Život
Narodil se v Paříži, studoval na Vysoké škole administrativy ve Štrasburku a před zahájením spisovatelské kariéry působil u soudu. Úspěch mu přinesl hned první román Dans ma chambre (1996). V roce 2004 ztvárnil roli zaměstnance hotelu ve filmu Process režiséra C. S. Leigha. On sám také natočil v letech 2000 až 2004 několik krátkých filmů, přičemž sedmnáct z nich bylo zveřejněno roku 2019. Zemřel na předávkování drogami ve svém pařížském bytě. Pochován byl na hřbitově Montparnasse. Byl gay.

## Tvorba
- Dans ma chambre (1996)
- Je sors ce soir (1997)
- Plus fort que moi (1997)
- Nicolas Pages (1999)
- Génie divin (2001)
- LXIR (2002)
- Dernier Roman (2004)
- Premier Essai (2005)